# Forges de la Mayenne
L'industrie du fer a pu se développer, fort anciennement, dans la Mayenne grâce à la prévalence de minerais, qui fournissaient la matière première, et de forêts, qui fournissaient le combustible .
Du XIIe au XVIe siècle on constate l'existence de nombreuses forges à bras (traces de leurs scories. Ces forges s'établissaient dans les bois le plus près possible du minerai. Dès que le bois commençait à manquer, on les transportaient ailleurs. Leur production était limitée, les scories contenaient encore une notable quantité de fer.
Au XVIe siècle, la fabrication se transforma par l'emploi de la  force hydraulique, beaucoup plus tard que dans la région de la Marne supérieure et en même temps qu'en Normandie. Les forges hydrauliques remplacèrent les forges à bras au bord des cours d'eau. On opère désormais sur une plus grande masse de minerai et le travail se concentre dans de véritables usines, possession de seigneurs ou "maître de forges", auxquelles étaient concédés des mines et des quartiers de forêts. On distinguait le bois d'affouage, c'est-à-dire les bois attachés à la forge, et les bois qu'achèrent les maîtres de forges,.
Les forges se multiplièrent : on en connaît, au XVIe et XVIIe siècles une trentaine dans la Mayenne.
Au XVIIIe siècle, les petites forges disparaissent une à une : seules subsistèrent les grosses forges, les mieux installées, les plus à la portée du minerai et du combustible. Nous avons : 
affluents de la Mayenne : 
- l'Aron ; les forges d'Aron commence en 1590[3].
- l'Ernée : la Forge de Chailland commence en 1551[3]. La Forge d'Andouillé commença en 1557[3]jusqu'en 1724[3]. Villeneuve la remplaça dès 1724.
- la Viscoin : la Forge Port-Brillet commence en 1619[3], minerai de Bourgon, bois de Misedon, bois de la Gravelle. "La plus belle forge de la Province"[4].
- la Jouanne : la forge d'Hermet commença en 1524[3], bois d'Hermet
- La Doucelle : Forge de Lignières-la-Doucelle (commence en 1588 et décline en 1664, arrêt définitif 1725)

affluents de la Sarthe :
- l'Erve : la Forges de Moncor commence vers 1657[3] à Chammes, les métiers de la forge, forêt de Charnie
- le Treulon : La Conère, forêt de Charnie
- la Vègre : Chemiré, forêt de Charnie
- l'Orthe : Forge d'Orthe à Saint-Martin-de-Connée, l'Aune, bois des Coëvron, forêt de Pail commence avant 1580[3]
- La Gaudinière : forêt de Pail commença en 1530[3]
- Le Terrançon : La Forge de Belardière commence avant 1530[3], la Forge de la Bataille quelques années plus tard[3] à Saint-Pierre-des-Nids (anciennement La Pooté)